# 倭刀

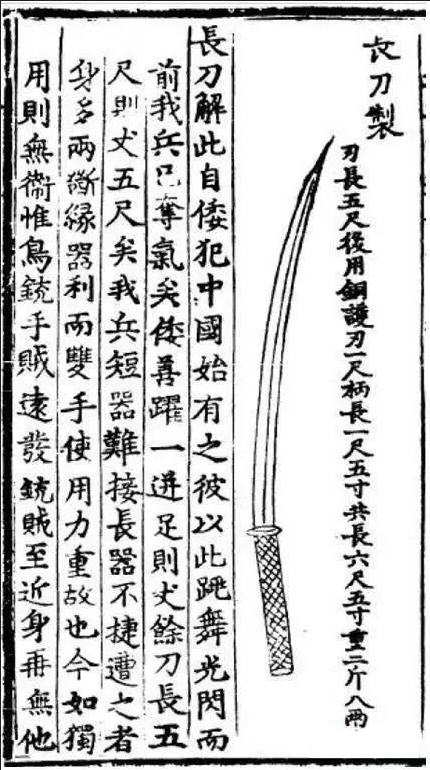
明の将軍戚継光の著作『紀效新書』に書かれている倭刀。刃長五尺もあるほど日本刀の大太刀に近い長大な刀である。

倭刀（わとう、Wo-Dao：ウォタォ）とは、日本刀そのものや、中国や朝鮮で製作された日本刀を模した刀を指す。中国や朝鮮で製作された倭刀は、鍔などの外装が中国風の物もある。なお、中国で製作された倭刀は、大太刀がもとになった苗刀のみではなく、太刀や打刀を模した物もあった。大太刀の場合は中国の長兵器と互角に戦う事が出来た。

## 概要
宋代より日本刀は貿易によって中国に伝えられており、同時代の欧陽脩が『日本刀歌』を詠み、日本刀を絶賛している。また、明代初期には、明の朝廷の軍器局によって、倭刀が製作され始めた。
明の初期に倭刀は普遍的に使用されていなかった。中国で日本刀が武器として認められるようになったのは、中国沿岸を襲う倭寇が大太刀や長巻を武器として使用したからである。倭寇は長槍と弓矢を主要兵装とした一方、近接戦闘に精妙な剣術で刀を使い、倭寇の刃渡り五尺も有る大太刀は明軍の長柄武器の柄を斬り落としてしまうため、明軍からは恐れられた。これには「刀は軽快で、前後左右に飛び回り、剣（短兵器、打物）で斬ろうと近づこうにも、刀の方が長く近づきにくい。また、槍（長兵器）で突こうにも速さは及ばず、柄ごと両断されてしまう。」と記録されている。
倭寇により明軍が総崩れになり、その軍をたて直し撃退した武将戚継光（1528年-1587年）は、辛酉年（嘉靖40年(1561年)）に対倭寇戦の陣上で倭刀剣術を記録した『影流目録』断簡を得た。これは日本の陰流剣術のものと推測される。この目録は戚継光が著した『紀效新書』に掲載された以降、『辛酉刀法』として知られる。さらにまた、茅元儀の『武備志』にも掲載された。1621年に、倭人から真伝を得た浙江人劉雲峰に師事した明の武術家の程宗猷は、倭刀を使う両手剣術書籍の『単刀法選』を著し、こちらは後世に普及している中国両手剣術の主な源流となった。また、1644年武術家の吳殳（う しゅ）も『単刀図説』を残した。
明代に輸入された日本刀とあるいは中国で製造された日本刀様式の中国刀は「長刀」、「腰刀」、「短刀」の三種に分類された。長刀は大太刀の事である。腰刀は三尺前後、短刀の具体的な長さは不明である。薙刀も日本から輸入され、使われた。
戚継光らによって明軍に導入された倭刀の中では、主に大太刀仕様に近いの「長刀」（または「単刀」と呼ぶ）が、鳥銃兵（火縄銃兵）や弩兵の予備接近戦用兵器として使用されており、軍制と陣形中の立ち位置と運用法も記録されている。腰刀仕様の倭刀も他の類似した中国腰刀と混ざって使用されていたが、格別な運用法は記録されていない。
清朝中期に執筆された小説『児女英雄伝』の中で、主人公の十三妹の武器を「倭刀」と呼ばれており、清朝中期には「倭刀」の名称がまだ一般的であったことがわかる。清朝前期から中期にかけて、倭刀式の両手刀は依然として軍隊の標準装備であり。漢人によって編成された緑営部隊に使用された。しかし満洲人の八旗では使用されなかった。騎兵を重視する清軍にとって歩戦を前提とした長大な両手長刀は不便とされて必要性が薄くなり、用途は近い携行刀剣類は徐々に歩兵騎兵が共用できる片手刀に統一されて、清末に倭刀式両手刀は軍隊から消えてしまった。両手長刀術も一部の民間武術家の間で伝えられていただけになった。
中華民国時代初期、軍閥の曹錕は河北省滄州で武術の人材を集めて武術部隊を設立し、劉玉春、任相栄らを講師として迎え、両手刀術を教え、「苗刀」と名付けた。中国に伝えられている両手刀術を継承した20世紀の中国武術家・馬明達は、民国時代初期に両手長刀の伝統的な名称である「倭刀」「単刀」が「苗刀」に変更されたのは、おそらくは本来の日本刀や他の刀剣との混同を避けるためだったと考察した。それ以来、中国武術界では両手長刀を徐々に「苗刀」と呼ぶようになり、「倭刀」「単刀」という名称を使うことはほとんどなくなってしまう。しかし倭刀の流れを汲む中国両手刀とその武術は「苗刀」として復興されて、固有名称を得た効果によって知名度も向上されている。

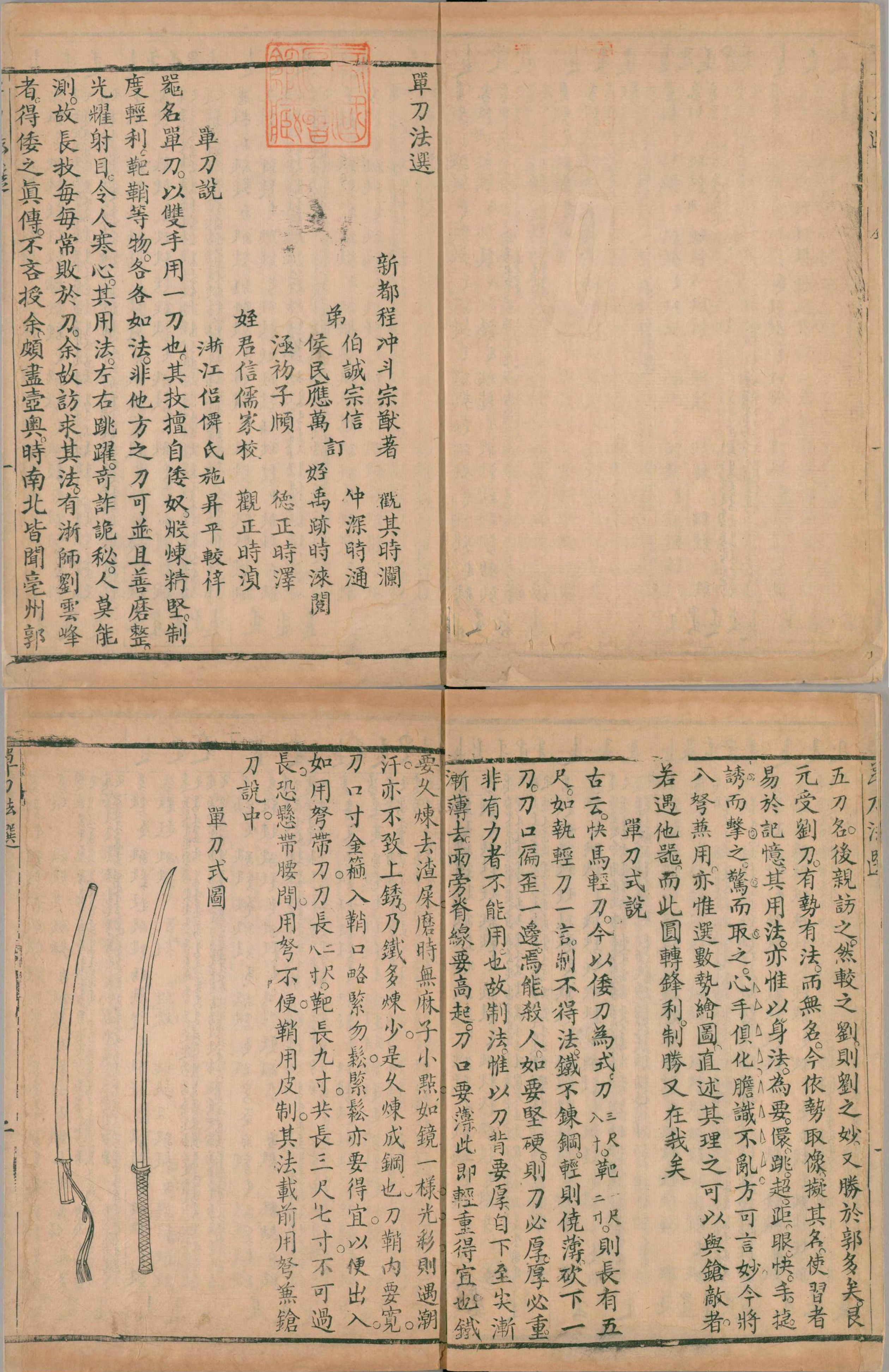
明朝の中国武術家・程宗猷が着した武術書『単刀法選』の冒頭。倭人から伝来した長大な倭刀を「単刀」と説明している。
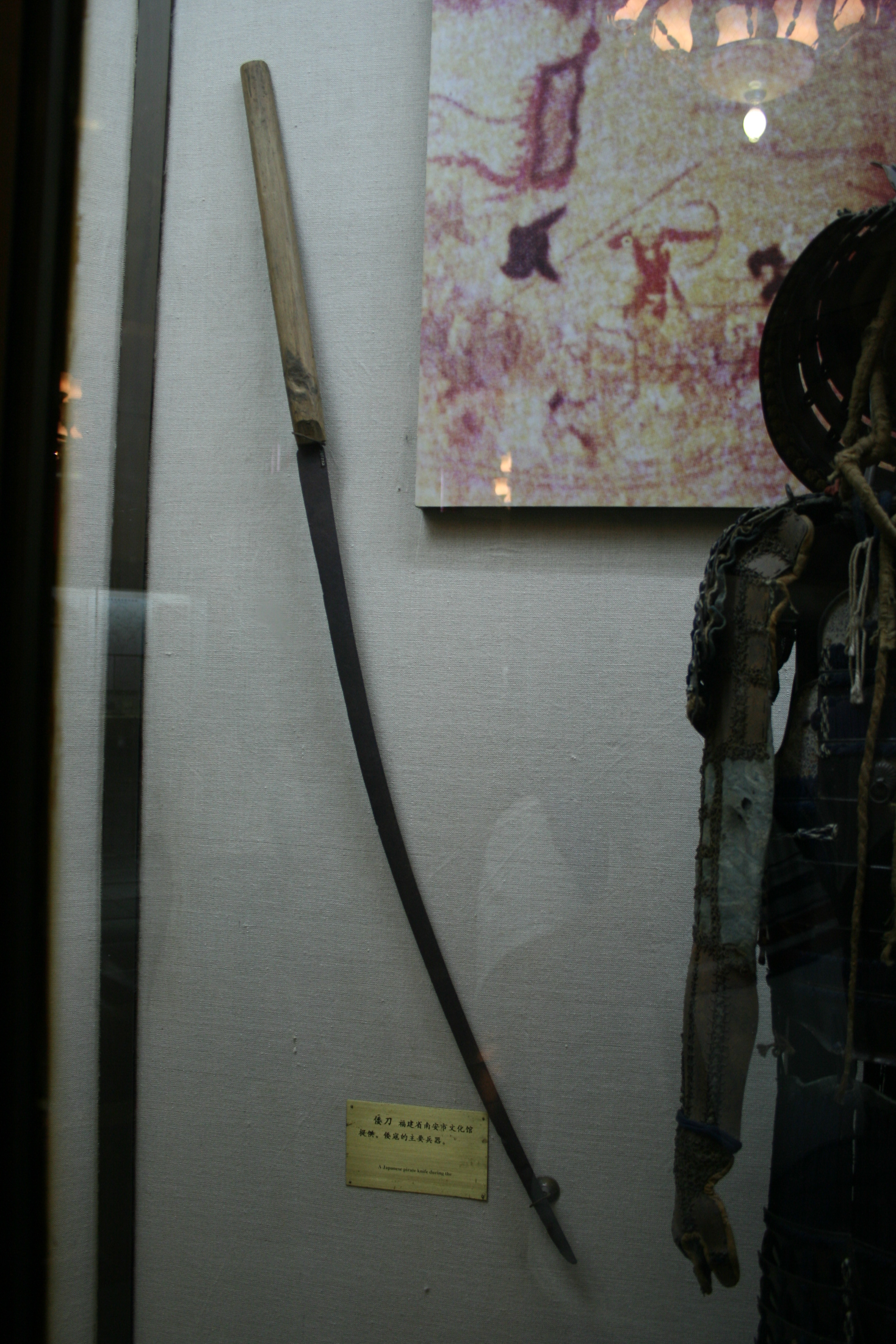
中国の博物館に現存している長大な倭刀
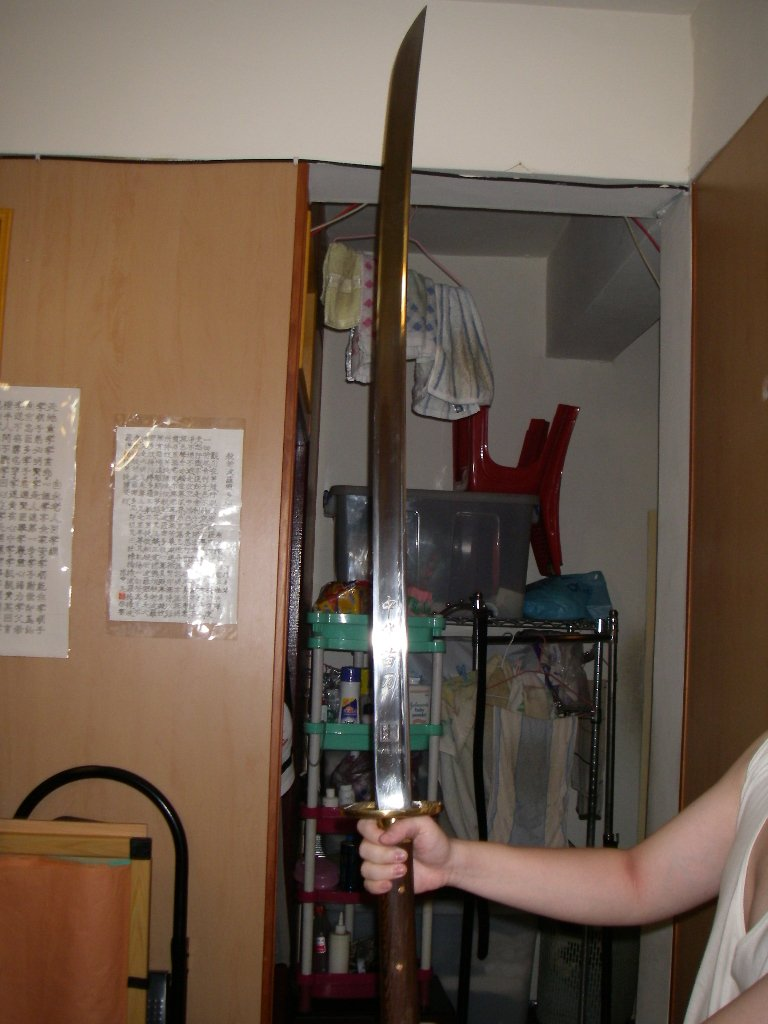
倭寇の両手長刀から発展した、21世紀の中国武術に使用される苗刀
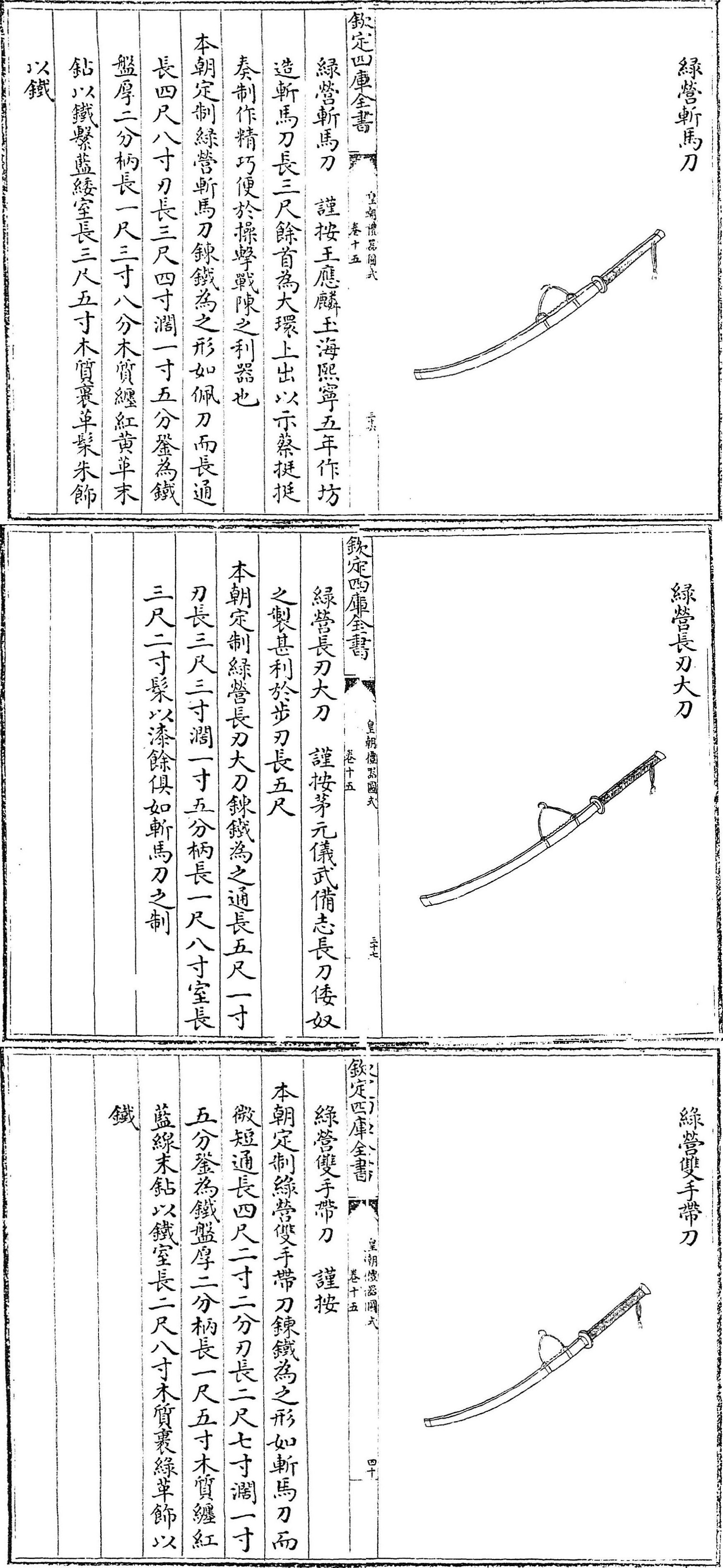
清の公式制度と礼法などを記録した書籍『皇朝禮器圖式』卷十五による、緑営に使用された倭刀式両手長刀三種。長さからは両手専用と思われる。
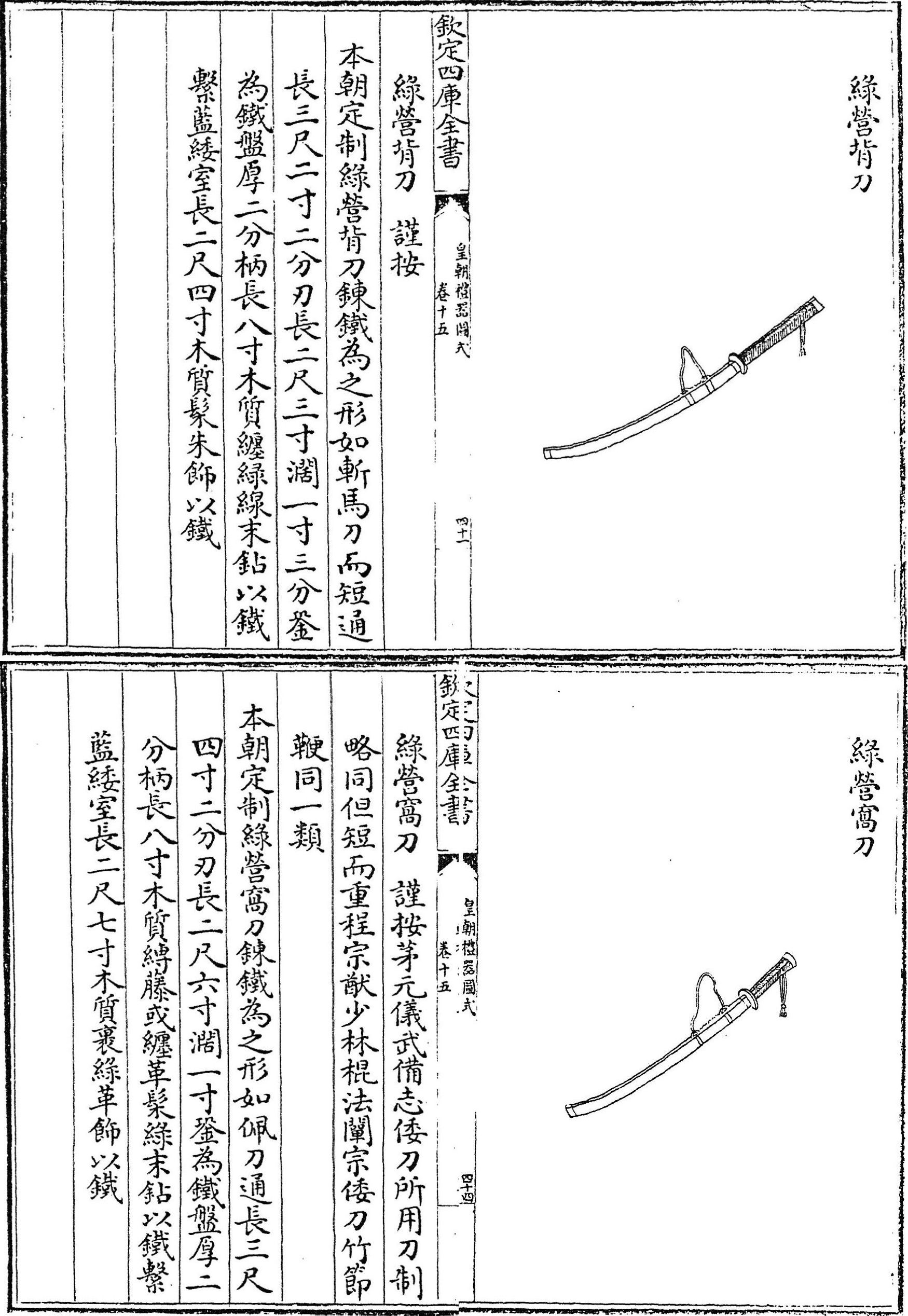
『皇朝禮器圖式』卷十五による、緑営に使用された比較的に短い倭刀式両手刀二種。長さは日本刀の打刀に近く、片手両手兼用と思われる。

## 明軍の対倭刀戦術「鴛鴦陣」
明の将軍・戚継光は、「鴛鴦陣」や「三才陣」といった戦闘隊形で倭寇を撃退した。
「鴛鴦陣」は２枚の盾を正面にした２列縦隊である。
まず弓矢の防御に適した長大な盾「長牌」と腰刀、扱いやすくて軽い楯「藤牌」と腰刀と鏢槍（投槍）を装備した兵が正面からの攻撃を防ぐ。
藤牌手は鏢槍を投擲して、敵に隙が生じた瞬間に腰刀を抜いて斬り込む。
盾の近くまで接近した敵には、２層目の兵が竹の葉を落として作った槍「狼筅」で日本刀や槍の攻撃を払ったり、体に叩き付けたりして相手の戦闘力を奪う。
次に３，４層目の兵が長槍を繰り出す。
火箭を操る短兵は第５層に位置して、接近する敵に火箭を放つ。火箭はロケット花火のような武器である。
この攻撃により倭寇の組織的な前進を妨害した。また、短兵は接近戦用の武器として「ドウハ」を装備していた。ドウハは穂先が大きく三つ又に分かれた槍で、中央に刺殺用の穂先、左右の枝には棘が植えつけられ、殴打に適した。火箭を撃ち尽くした短兵はドウハを手にして、長槍と共に倭寇と格闘したのである。
「三才陣」は隊長、長牌手、藤牌手の３名を正面に、その左右に狼筅手、長槍手が展開して作る横隊である。まず、火箭で敵の隊列を崩し、続いて接近した倭寇の攻撃を隊長の左右の狼筅手が妨害する。さらにこれを盾に守られた長槍手が攻撃した。この陣形では短兵は後方に位置して火箭による援護を行った。
戚継光は鴛鴦陣・三才陣を農民や坑夫出身の兵士に徹底して教練することで、対倭寇戦において最強の軍団を作り上げた。
また、対倭寇戦で倭寇から得たに長刀型倭刀を鳥銃（火縄銃）兵の接近戦予備兵器として装備させ、倭刀装備の鳥銃兵を含む部隊（戚継光の考案した部隊編成の特徴は、同一の装備の兵ごとに部隊を分けるのではなく、多様な装備を持つ兵を一定の比率で混在させたものであるため）をどのように運用するかを研究した。

### 北方戦線移転後の発展
対倭寇戦で完成された小隊戦術は、戚継光の部隊と共に北方の国境警備にも持ち込まれた。南方では補助的役割を占めていた「銃」が「隊」ごとに配備され、さらに「長柄快槍」という棍棒の先に火薬発射式の火銃を取り付けた武器が配備された。北方では伍長２名に鳥銃が装備された。長柄快槍は弾丸を発射した後は長い棍棒として白兵戦用の武器になるため長槍兵２名に装備された。
北方における隊編成は１層目に藤牌手と長牌手、２層目に狼筅手が配置される。
そして、３層目にはドウハ手が位置し、接近した敵兵、特に騎兵を殴打、刺突する。
４層目の鳥銃手は、鳥銃発射後は両手持ちの大太刀タイプの倭刀である長刀に持ち替えて敵騎兵の足を払い、
５層目の長柄快槍手は、弾丸発射後は、敵兵を打突した。
南方の倭寇との歩兵戦で練り上げられた小隊編成は、北方で騎兵の装備と編成にも取り入れられた。
隊長１名、伍長２名が鳥銃と双手長刀という大太刀タイプの倭刀を装備した。
快槍手２名は「長柄快槍」同様に火器と棍棒をミックスした「快槍」という兵器を運用する。
ドウハ手２名はドウハによる接近戦を行うが、遠距離戦用に火箭も装備した。
刀棍手２名は弓や弩（クロスボウ）で遠距離戦を行い、刀剣や棍棒で接近戦を行う伝統的な騎兵である。
大棒手２名も伝統的な騎兵で、弓で遠距離戦を、長い棍棒「大棒」で接近戦を戦った。
火器導入によってその効果が最も際立って現れたのは、伝統的に「一撃離脱戦法」や追撃戦も可能な騎兵部隊であった。
その成果として、アルタン・ハン、トモン・ハンの侵入を撃退することに成功した。

以上のように明代の軍隊において倭刀および倭刀術は積極的に導入され、一定の軍事的効果を上げた。

鴛鴦陣
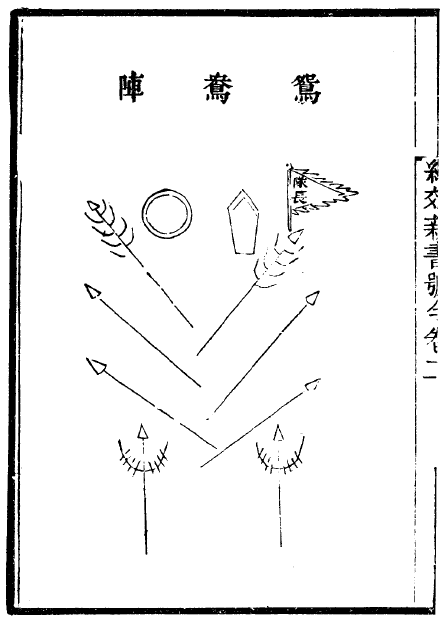
鴛鴦陣の基礎陣形
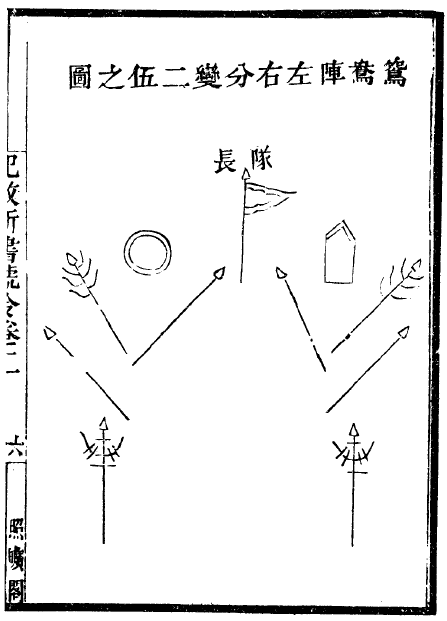
鴛鴦陣から左右の敵に対応する変化
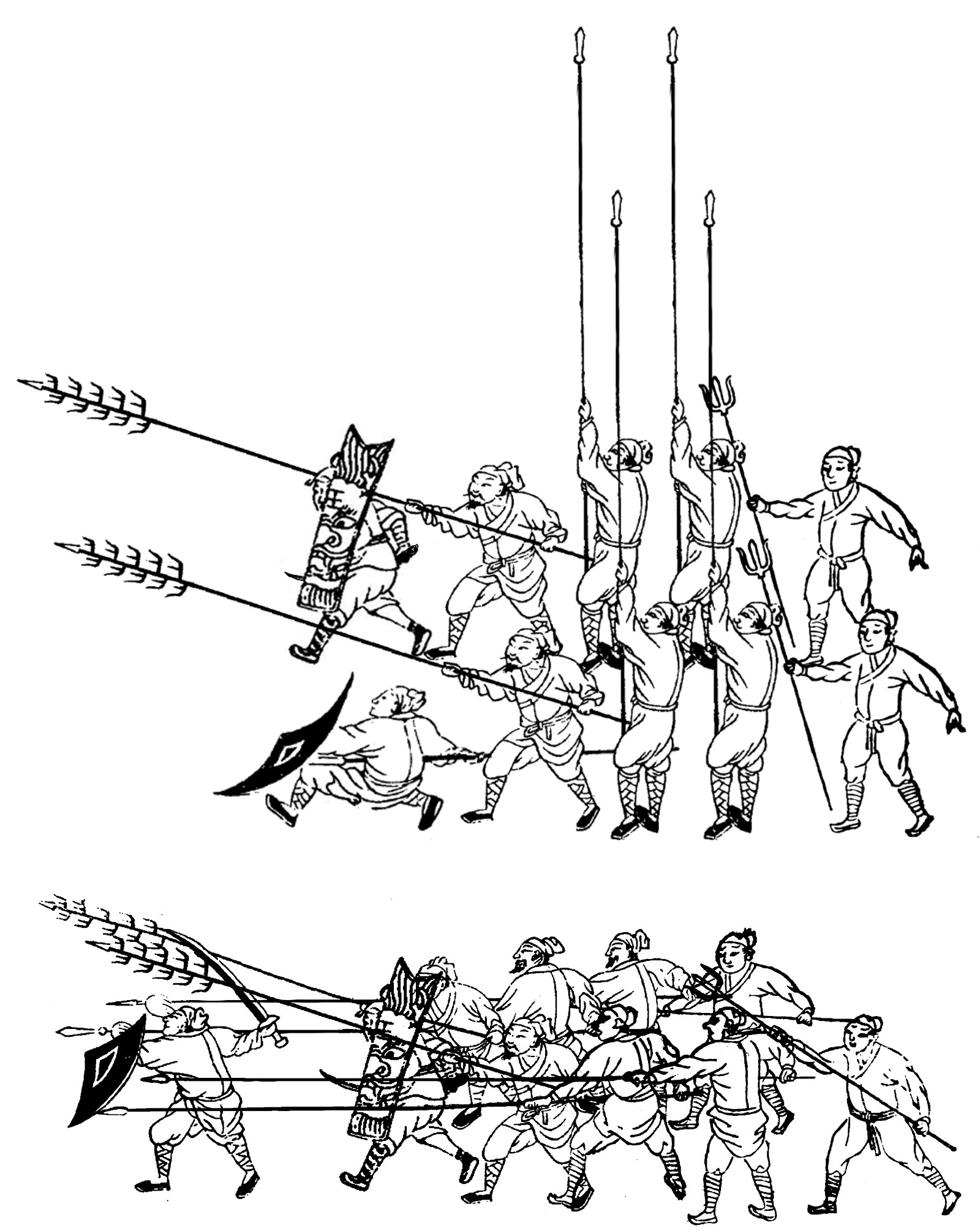
鴛鴦陣の実運用を描く図例
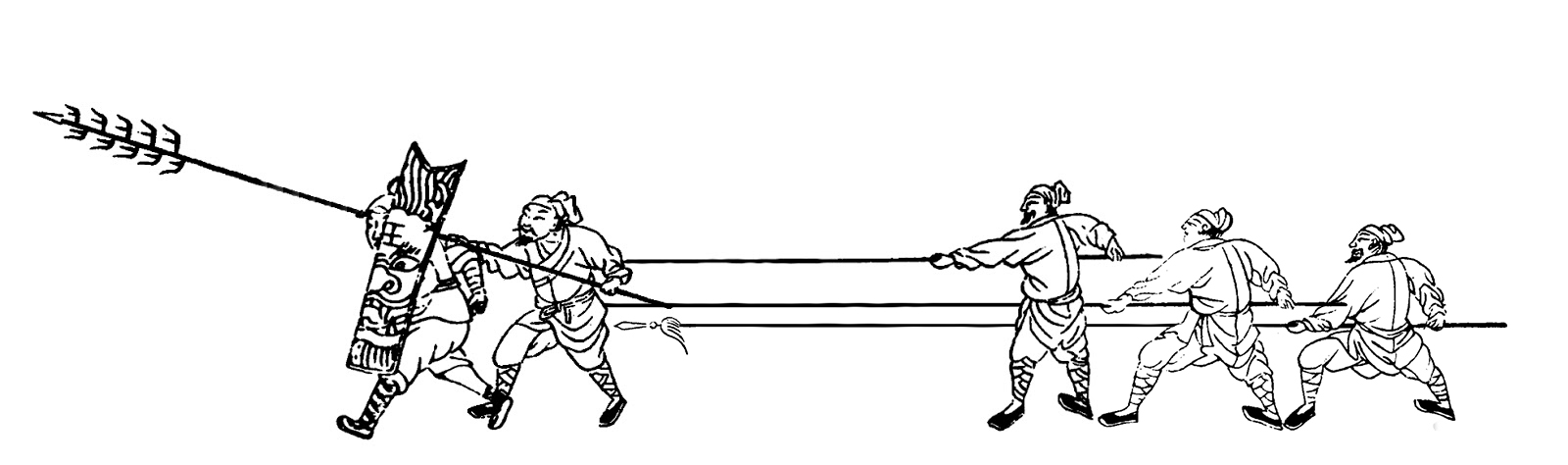
鴛鴦陣の陣形変化の実運用を描く図例
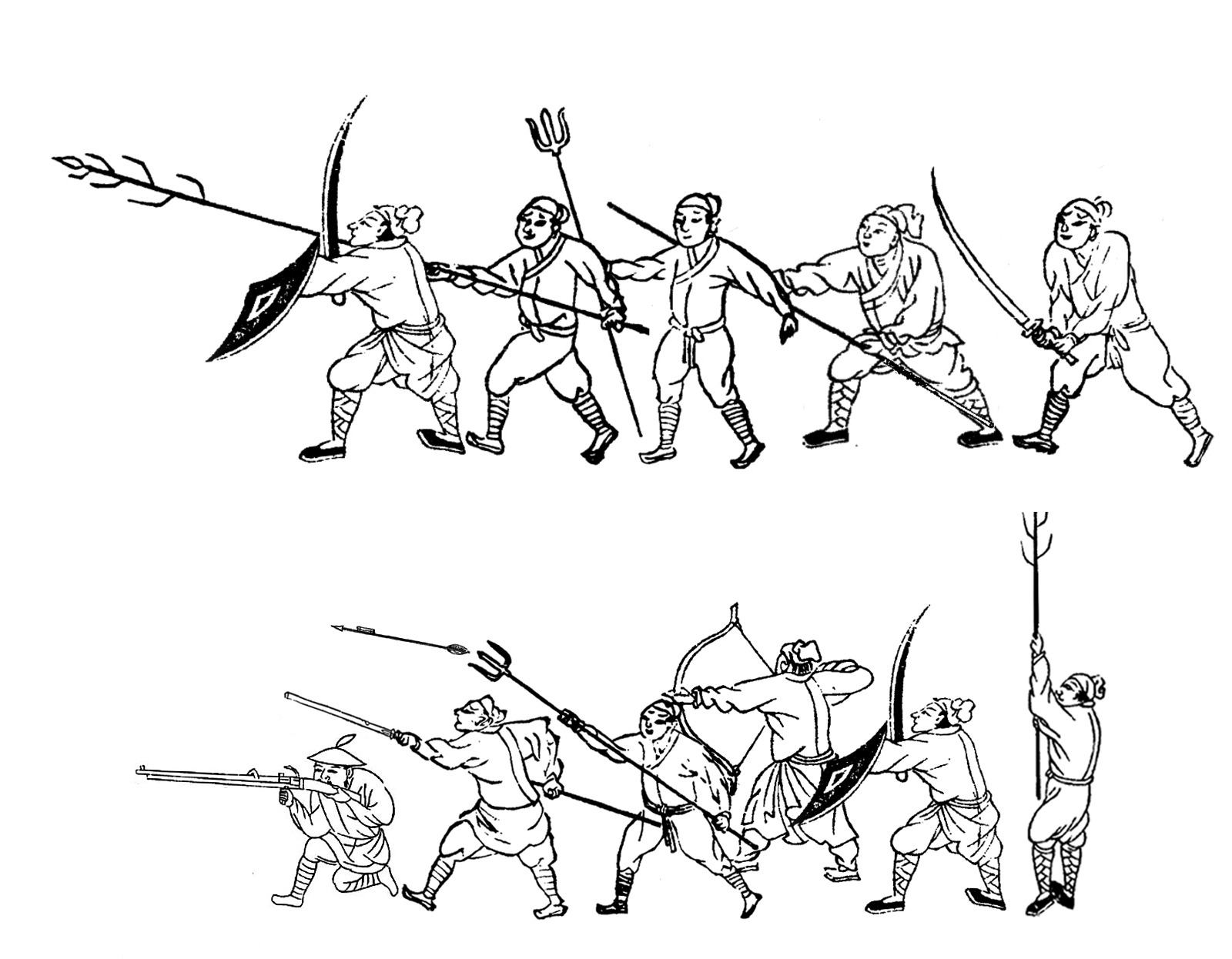
純粋な接近戦用鴛鴦陣の中に弓兵と鳥銃兵を加える遠戦対応の変化形。倭刀式両手長刀を持つ兵の姿も描かれている。
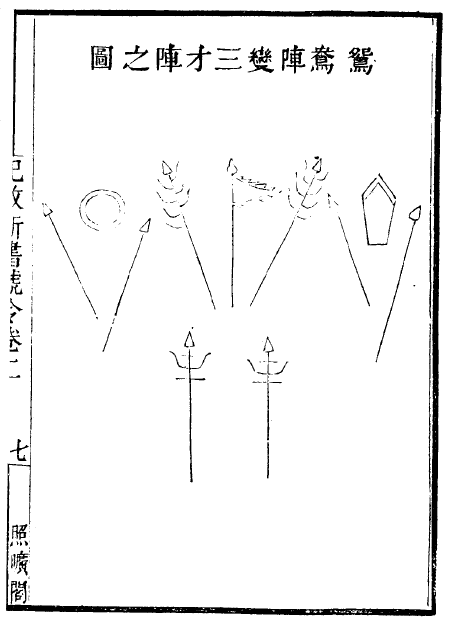
鴛鴦陣から変化した三才陣
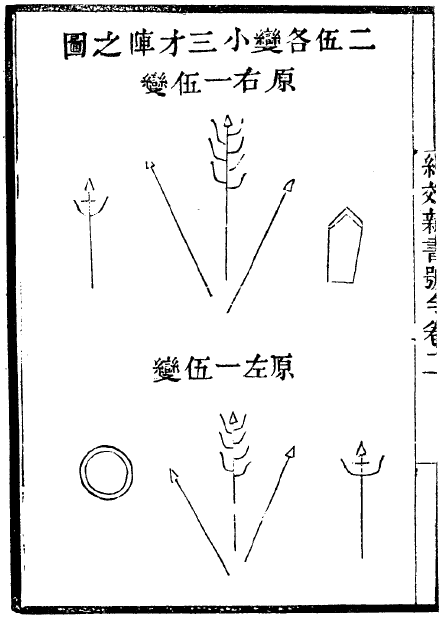
三才陣の陣形変化